# Piera Aulagnier
Piera Aulagnier, nata Spairani (Milano, 19 novembre 1923 – Suresnes, 31 marzo 1990), è stata una psichiatra e psicoanalista italiana naturalizzata francese.
Il suo nome è associato al Quatrième Groupe, del quale è stata cofondatrice nel 1969, e alla rivista Topique.

## Biografia
Piera Spairani nasce a Milano, passa i suoi primi anni di vita in Francia e, successivamente, trascorre la sua adolescenza in Egitto. Compie i suoi studi di medicina a Roma e si trasferisce definitivamente in Francia nel 1950. Dopo il matrimonio, assume il cognome del marito, Aulagnier, e ha un figlio, Claude, anche lui futuro psichiatra. 
Sotto la guida di Georges Daumezon, si specializza in psichiatria all'Ospedale Sainte-Anne, presso il quale conserverà una collaborazione lungo tutta la sua vita professionale. Allo stesso tempo, si forma come psicoanalista sotto la guida di Jacques Lacan, del quale diventa allieva e con il quale intraprende un'analisi didattica dal 1955 al 1961. Quando Lacan crea la Società Francese di Psicoanalisi aprendo una scissione in seno alla Società Psicoanalitica di Parigi, decide di seguirlo. Dopo una seconda scissione, nel 1963-64, è tra i primi membri della Scuola Freudiana di Parigi, creata sempre da Lacan, all'interno della quale diviene analista e responsabile della didattica. Successivamente si dimette dalla Scuola Freudiana nel 1967, in seguito a un conflitto con Lacan relativo alla formazione degli analisti, precisamente quando quest'ultimo decide di istituzionalizzare la procedura della "passe". 
Nel 1968, Piera Aulagnier sposa il filosofo Cornelius Castoriadis che collaborerà poi alla fondazione del Quatrième Groupe. Nel 1969, insieme a François Perrier, Jean-Paul Valabrega e altri psicoanalisti fonda il Quatrième Groupe, un'organizzazione psicoanalitica di lingua francese, del quale è la personalità più eminente. 
Muore a causa di un tumore il 31 marzo 1990.

## Opere
- Piera Aulagnier, The Violence of Interpretation, The New Library of Psychoanalysis. Brunner-Routledge, 2001 ISBN 0-415-23676-2